# Takashi Yamazaki
Takashi Yamazaki (山崎 貴 Yamazaki Takashi?) (Japón, 12 de junio de 1964) es un director, guionista y director de efectos especiales japonés. Ganó el premio a mejor director y mejor guion en los premios de la academia Japonesa en 2006 por Always Sanchōme no Yūhi (2005). Actualmente es miembro del estudio de animación y efectos especiales Shirogumi.
Yamazaki es más reconocido a nivel internacional por dirigir la película Kaijū Godzilla Minus One, que le valió elogios tanto del público como de la crítica por su dirección, guion y trabajo en los efectos visuales; siendo galardonado junto con su equipo técnico a varios premios cinematográficos incluyendo un premio Óscar en el apartado de efectos visuales en la 96.ª ceremonia celebrada en 2024.

## Biografía
Nacido el 12 de junio de 1964 en la ciudad de Matsumoto, prefectura de Nagano. Takashi Yamazaki fue atraído a los 13 años por los efectos especiales de películas como Star Wars y Encuentros en la tercera fase . Tras graduarse en el instituto Matsumoto Agataoka de la prefectura de Nagano, viajó a Tokio con el propósito de estudiar y convertirse en un técnico de efectos especiales en la escuela de arte Asagaya. Con 19 años, mientras cursaba su segundo año de carrera, trabajó a media jornada en una productora comercial.

En 1986, graduado de la escuela Asagaya, Yamazaki entró a formar parte de la coporación Shirogumi, donde, dentro del departamento de efectos visuales y composición digital, participó en la película Daibyônin (1993) de Jūzō Itami y Shizukana Seikatsu. Para poder crear el tipo de películas que le gustaban, entregó su primer guion a la productora ROBOT, que, aunque mostró interés por el proyecto, desechó la propuesta por costosa y, en su lugar, produjeron Juvenile (2000), la primera película dirigida por Yamazaki.

En 2003, Yamazaki dirigió la secuencia de apertura del juego Onimusha 3 para PlayStation, seleccionada para las conferencias SIGGRAPH de 2004.

Su tercera película, Always Sanchôme no Yûhi (2005), un drama sobre la comunidad, la familia y el optimismo, rompió con la ciencia ficción a la que el público estaba acostumbrado en sus obras y se ganó el apoyo de los espectadores con una recaudación de más de 3.230 millones de yenes en taquilla. Posteriormente, fue seleccionada en la categoría de mejor película en numerosos premios cinematográficos y ganó doce galardones en la 29 edición de los premios de la Academia Japonesa.
Entre 2007 y 2014 Yamazaki dirigió siete películas: Always Zoku Sanchōme no Yūhi (2007), secuela de Always Sanchôme no Yûhi (2005), Ballad: Namonakai Koi no Uta (2009), Space Battleship Yamato (2010), Friends: Aventura en la isla de los monstruos, Always Sanchōme no Yūhi '64, película que cierra la trilogía de Always Sanchōme no Yūhi (2005), Eien no 0 (2013) y Stand by Me Doraemon (2014).
Después de que los derechos de producción de la obra de Iwaaki Hitoshi, Kiseijū (Parásito), volvieran a Japón tras no haber sido producida por Hollywood, Yamazaki se embarcó en la dirección del proyecto, desarrollando así Parasyte: Parte 1 (2014) y Parasyte: Parte 2 (2015). Ambas obras fueron éxito en taquilla en sus respectivos años, llegando la primera a ser número uno el fin de semana de su estreno.
También ha participado en el departamento de efectos especiales en K-20: Kaijin nijû mensô den (2008) y Shin Gojira (2016).

## Obra

### Filmografía
- Juvenile (ジュブナイル), 2000
- Returner (リターナー), 2002
- Always Sanchōme no Yūhi (ALWAYS 三丁目の夕日), 2005
- Always Zoku Sanchōme no Yūhi (ALWAYS 続・三丁目の夕日), 2007
- Ballad: Namonakai Koi no Uta (BALLAD 名もなき恋のうた), 2009
- Space Battleship Yamato (SPACE BATTLESHIP ヤマト), 2010
- Friends: Aventura en la isla de los monstruos (friends もののけ島のナキ), 2011
- Always Sanchōme no Yūhi '64 (ALWAYS 三丁目の夕日'64), 2012
- Eien no 0 (永遠の0 ), 2013
- Stand by Me Doraemon (STAND BY ME ドラえもん), 2014
- Parasyte: Parte 1 (寄生獣), 2014
- Parasyte: Parte 2 (寄生獣 完結編), 2015
- Kaizoku to yobareta otoko (海賊とよばれた男), 2016
- Dragon Quest: Your Story (ドラゴンクエスト ユア・ストーリー), 2019
- Lupin III: The First (ルパン三世 THE FIRST), 2019
- Stand by Me Doraemon 2 (STAND BY ME ドラえもん 2), 2020
- Godzilla Minus One (ゴジラ-1.0), 2023

### Comerciales
- Lotte: Airs, 2006

### Videos musicales
- Bump of Chicken: Namida no Furusato (涙のふるさと), 2006
- Bump of Chicken: Good Luck (グッドラック), 2012

## Premios
| Premios Óscar | Premios Óscar          | Premios Óscar      | Premios Óscar | Premios Óscar |
| Año           | Categoría              | Trabajo nominado   | Resultado     | Ref.          |
| ------------- | ---------------------- | ------------------ | ------------- | ------------- |
| 2024          | Mejor efectos visuales | Godzilla Minus One | Ganador       | [ 7 ]         |

### Premios de la Academia Japonesa
| Año  | Categoría      | Trabajo nominado                                       | Resultado |
| ---- | -------------- | ------------------------------------------------------ | --------- |
| 2006 | Mejor película | Always Sanchôme no Yûhi (ALWAYS 三丁目の夕日)          | Ganador   |
| 2006 | Mejor guion    | Always Sanchôme no Yûhi (ALWAYS 三丁目の夕日)          | Ganador   |
| 2006 | Mejor director | Always Sanchôme no Yûhi (ALWAYS 三丁目の夕日)          | Ganador   |
| 2008 | Mejor película | Always Zoku Sanchôme no Yûhi (ALWAYS 続・三丁目の夕日) | Nominado  |
| 2008 | Mejor director | Always Zoku Sanchôme no Yûhi (ALWAYS 続・三丁目の夕日) | Nominado  |
| 2008 | Mejor guion    | Always Zoku Sanchôme no Yûhi (ALWAYS 続・三丁目の夕日) | Nominado  |
| 2015 | Mejor director | Eien no 0 (百円の恋)                                   | Ganador   |
| 2015 | Mejor guion    | Eien no 0 (百円の恋)                                   | Nominado  |

### Asian Film Awards
| Año  | Categoría                  | Trabajo nominado                                       | Resultado |
| ---- | -------------------------- | ------------------------------------------------------ | --------- |
| 2008 | Mejores efectos especiales | Always Zoku Sanchôme no Yûhi (ALWAYS 続・三丁目の夕日) | Nominado  |
| 2011 | Mejores efectos especiales | Space Battleship Yamato (SPACE BATTLESHIP ヤマト)      | Nominado  |
| 2015 | Mejores efectos especiales | Parasyte (寄生獣)                                      | Nominado  |

### Giffoni Film Festival
| Año  | Categoría             | Trabajo nominado        | Resultado |
| ---- | --------------------- | ----------------------- | --------- |
| 2000 | Mejor película novata | Juvenile (ジュブナイル) | Ganador   |

### Hochi Film Awards
| Año  | Categoría      | Trabajo nominado                              | Resultado |
| ---- | -------------- | --------------------------------------------- | --------- |
| 2005 | Mejor película | Always Sanchôme no Yûhi (ALWAYS 三丁目の夕日) | Ganador   |

### Kinema Junpo Awards
| Año  | Categoría                         | Trabajo nominado                              | Resultado |
| ---- | --------------------------------- | --------------------------------------------- | --------- |
| 2006 | Mejor película según los lectores | Always Sanchôme no Yûhi (ALWAYS 三丁目の夕日) | Ganador   |

### Tokyo Anime Awards
| Año  | Categoría                   | Trabajo nominado                              | Resultado |
| ---- | --------------------------- | --------------------------------------------- | --------- |
| 2015 | Mejor película de animación | Stand by Me Doraemon (STAND BY ME ドラえもん) | Ganador   |

### Udine Far East Film Festival
| Año  | Categoría          | Trabajo nominado     | Resultado |
| ---- | ------------------ | -------------------- | --------- |
| 2014 | Premio del público | Eien no 0 (百円の恋) | Ganador   |